# André Bucher (sculpteur)
Pour les articles homonymes, voir André Bucher (homonymie) et Bucher.

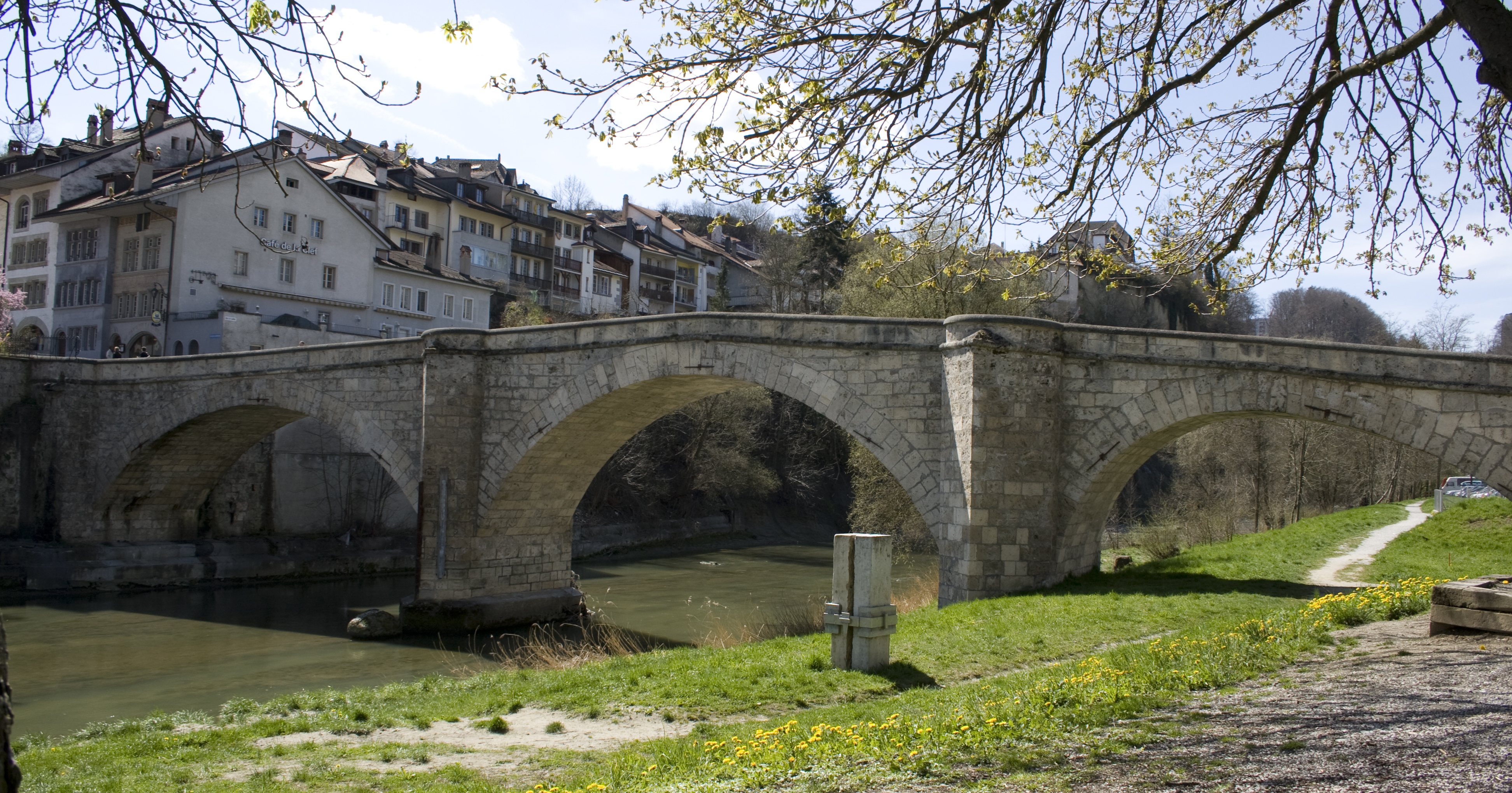
Sculpture d'André Bucher devant le pont de Saint-Jean à Fribourg.

André Bucher, né le 7 mars 1924 à Inhambane au Mozambique, mort le 6 juin 2009 à Genève est un sculpteur suisse originaire de Kerns.

## Biographie
André Bucher, citoyen suisse, originaire de Kerns dans le canton d'Obwald, descendant de la grand famille hôtelière et d'inventeur Franz Josef Bucher, est né au Mozambique le 7 mars 1924 à Inhambane, dans la plantation familiale. Il passa une grande partie de son enfance et de sa jeunesse au Tessin et aux Grisons, en Suisse orientale.
À Ascona, il baigna, grâce à sa mère, dans les milieux artistiques, côtoyant nombre d'artistes connus comme Alberto Giacometti, Marino Marini, ou Remo Rossi. Il fréquenta les ateliers de Jawlensky, de Macke, de Verefkin et d'Helbig. Sa route était désormais tracée, il suivit les cours de l'École des Beaux-Arts à Zurich, puis à Paris, il intégra la Grande-Chaumière et l'atelier d'Ossip Zadkine où il s'initia à la sculpture. Il compléta sa formation en effectuant un stage à Rome. Il poursuit son apprentissage, à l'image d'un compagnon en exerçant divers métiers dans le domaine de la création, dont celui de styliste pour des maisons parisiennes de haute couture. Comme beaucoup d'artiste, le chemin menant à la création n'a pas été une ligne droite mais a emprunté de nombreux détours.
Il s'installa à Genève en 1948 et exerça la profession de graphiste-maquettiste tout en poursuivant ses recherches personnelles. Dans les années 1960, il consacra son temps libre à peindre et à dessiner, en partageant son temps entre Genève et Ascona. En 1966, il remit son agence pour se consacrer uniquement à son art et à la sculpture en particulier, explorant les thèmes liés à la dualité fondés sur l'épurement des lignes des volumes se situant entre la figuration stylisée et l'abstraction.Il s'intéressa au mariage des matériaux et intégra dans ses sculptures : le bronze, l'alpax, le fer, l'acier, l'inox et le bois. Chez André Bucher, tout est symbole et revient à la nature, la naissance, la vie, la mort et la Création. Il n'aura de cesse d'intégrer l'esprit et la matière dans son art.
Lorsqu'il rencontre en 1975 le volcanologue Haroun Tazieff sur un plateau de télévision et qu'il apprit que le point de fusion du bronze et de la lave étaient les mêmes, l'idée lui vint de marier les deux matières, jusqu'à l'obséder jour et nuit. En 1976, il monta une expédition, prépara des outils spéciaux pour travailler la lave en fusion, achemina du matériel sur les flancs de l'Etna en éruption, emprunta une combinaison ignifugée aux pompiers de l'aéroport de Genève et bivouaqua dans la neige par moins vingt degrés pendant trois semaines à 3 200 mètres d'altitude. Il façonna ensuite la pierre liquide. "La matière de la matière" comme il l'appelait. Il installa son atelier en plein air et, dans un univers où les mots perdent leur signification, il traduisit dans ses œuvres l'unité fondamentale du monde qu'il intégra ensuite au bronze, à l'aluminium, au bois et au plexiglas. 
Il est, à notre connaissance, l'unique artiste ayant travaillé et sculpté la lave en fusion sur les flancs d'un volcan. Son attirance pour les volcans, qui lui correspondaient si bien à son caractère l'incita à retourner à plusieurs reprises sur l'Etna. Deux films relatent cette aventure humaine et artistique. Il effectua également des séjours sur le Stromboli, les volcans d'Hawaï et se rendit aussi au Mont Saint Helens.
Réconcilier l'homme avec la nature, c'était toute l'ambition de l'artiste qui n'hésita pas à plonger au plus profond de la matrice terrestre pour jouer, façonner, sculpter et créer à partir de cette matière fascinante, effrayante et destructrice : la lave en fusion.
Les œuvres d'André Bucher sont notre miroir, elles nous rappellent notre condition mais elles sont aussi pleines d'espoirs, de l'espoir d'un homme qui a consacré sa vie à la création jusqu'au dernier souffle.
Malgré l'incendie de son atelier à Choulex en 1997 et la disparition de nombreuses œuvres et archives, il s'est relevé, n'a pas abandonné et a recommencé à créer de plus belle dans un nouveau lieu à Chêne-Bourg.
Les montagnes n'existaient pas pour cet artiste ; il les aplanissait, les projets les plus fous pouvaient voir le jour, comme ce spiral de dix-huit mètres de haut placé devant le siège de la société horlogère Patek Philippe à Plan-les-Ouates à Genève et rappelle des pièces mécaniques entrant dans la composition d'un mouvement horloger. Nous citerons également cette œuvre impressionnante évoquant la puissance de Zeus : une flèche d'inox transperçant une bombe de lave, suspendue par quelques câbles d'acier dans le hall central des Services Industrielles Genevois (SIG). Il était, et il restera, l'incarnation d'un homme qui va jusqu'au bout de ses passions.
Il évoquait rarement sa foi mais l'exprimait dans son art qui orne des nombreuses églises, chapelles ou synagogues à Genève et en Suisse. Il a réalisé tout le mobilier liturgique, pour ne citer que l'église Saint-Joseph aux Eaux-Vives, de Saint-André à Choulex. Il créa le Carillon géant pour la place de l'église de Morgins.
Il avait également cette capacité d'imaginer rapidement un projet de sculpture à la symbolique particulière afin de mettre en valeur un bâtiment et transmettre par là-même un message fort aux visiteurs. L'esprit d'André Bucher ne s'arrêtait jamais de bouillonner, il était en perpétuelle recherche. Il consacrait ses rares espaces de liberté à consigner sur ses grands cahiers à dessins ses idées.
L'énergie, la puissance créatrice se trouvent autant dans les sculptures que dans les peintures d'André Bucher. Il avait développé une technique de peinture qui, en séchant se craquelle et forme mille dessins géométriques originaux. Tout comme la lave se fige en se refroidissant, la peinture se fracture en séchant; il y a toujours chez André Bucher ce retour à la nature, cette intervention du hasard ou du divin, ce goût de l'inattendu ou provocation.
Ce sculpteur qui avait su apprivoiser les volcans s'est éteint paisiblement à son domicile genevois le 6 juin 2009
Les œuvres d’André Bucher ont été exposées en Europe, aux États-Unis, au Canada et au Japon.
Ses créations figurent dans un grand nombre de fondations, collections privées et musées. Des sculptures monumentales ont été réalisées pour : Procter & Gamble, Bundes Vesfassungsgericht à Karlsruhe, Patek Philippe à Genève, pour le Prince de Monaco au centre de Congrès, au siège central du Crédit Suisse à Genève, Hirslanden Clinique La Colline à Genève, etc. ainsi que pour diverses institutions nationales, internationales et des entreprises privées.
L'artiste a également collaboré en tant que conseiller artistique et coordinateur à la réalisation du nouveau centre international d'Art et Médiatechnologie à Karlsruhe en Allemagne (ZKM).
Plusieurs films documentaires ont été réalisés sur les expéditions et sur le travail de l'artiste sur les flancs des volcans en éruptions. Ils ont été diffusés sur plus de 40 chaînes de télévisions.
En 2012 est paru le livre André Bucher écrit par Olivier Rigot, GOOD HEIDI Production.ch, français et anglais.
En 2005 est paru le livre Think Lava écrit par Peter C. D. Minzlaff, aux Éditions de Pentes, traduit en 3 langues.

En 1984 est paru le livre Feu et lave écrit par Sylvio Acatos, aux Éditions ABC Presse à Zurich.

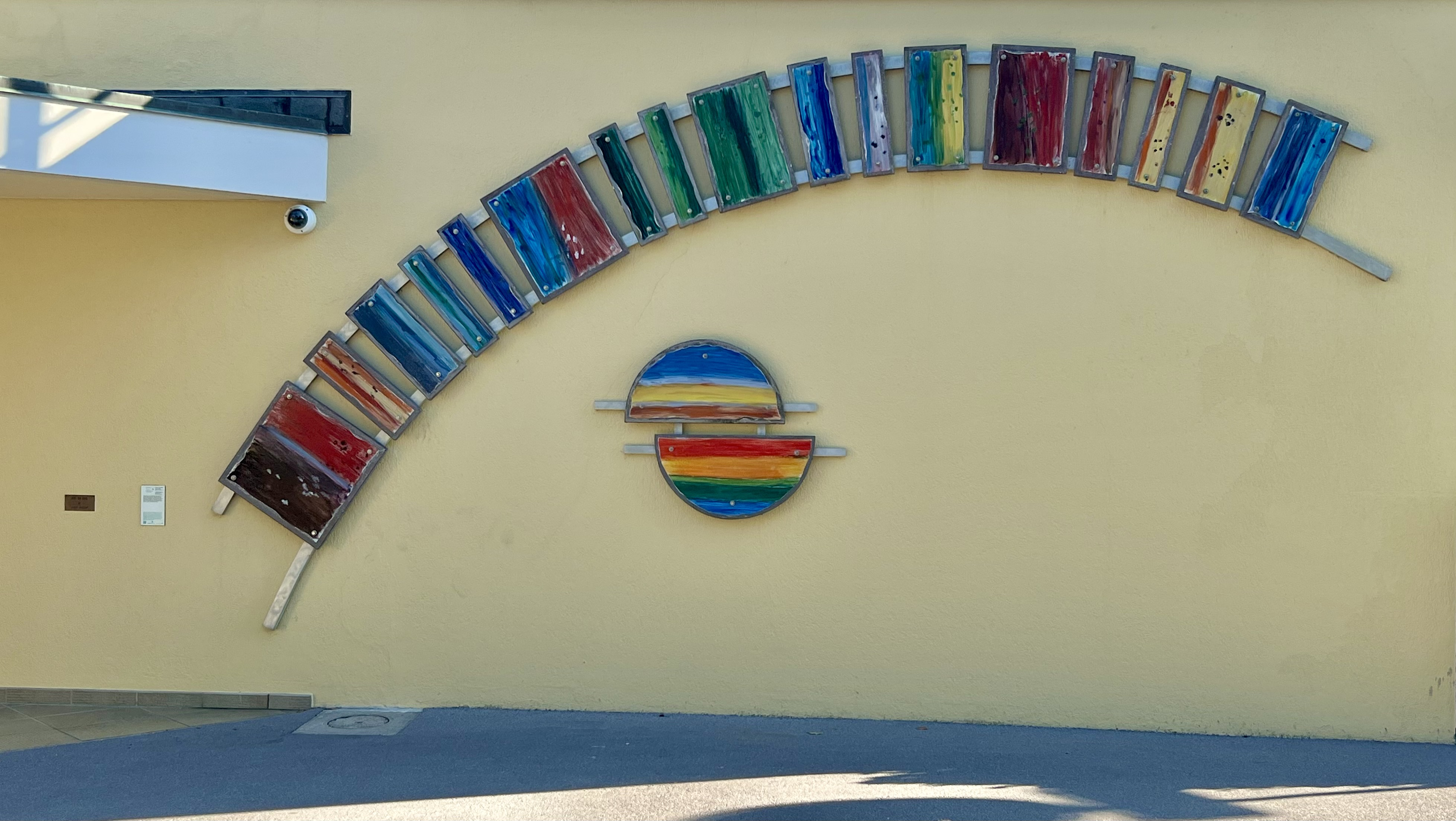
Arc en Ciel à Pregny-Chambésy (GE), en Suisse.
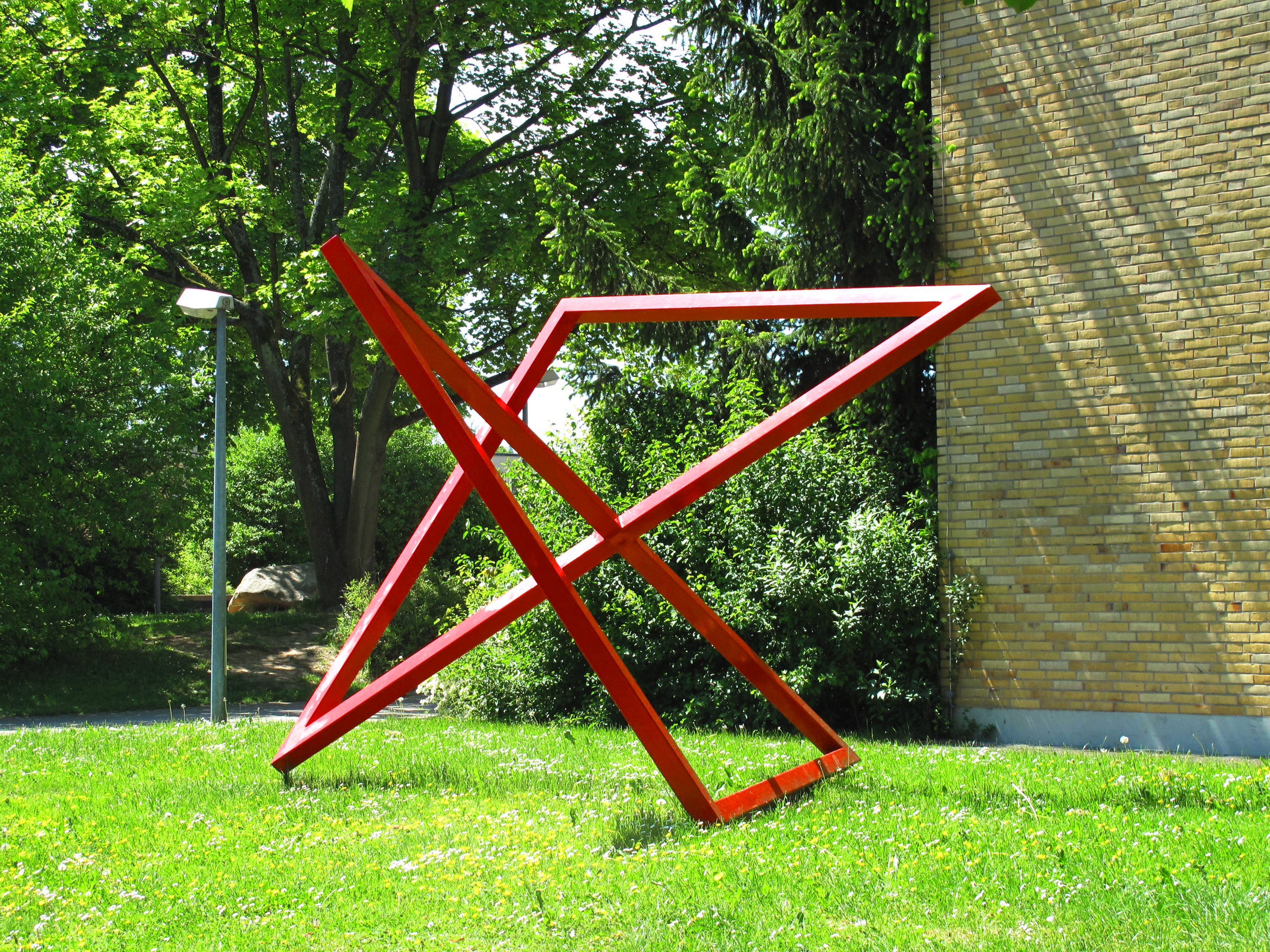
Sculpture à Kirchheim unter Teck, en Allemagne.
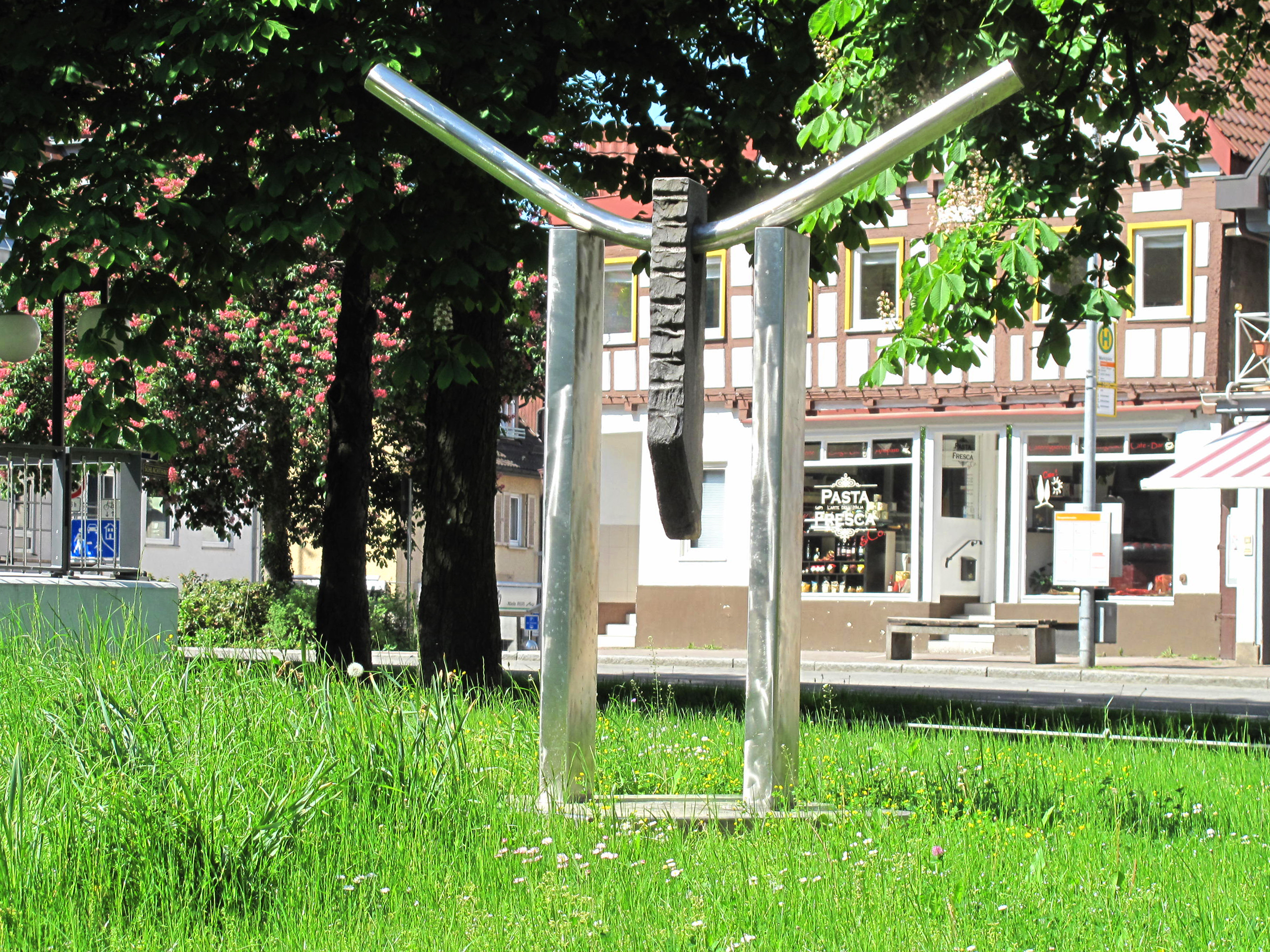
Sculpture à Kirchheim unter Teck, en Allemagne.
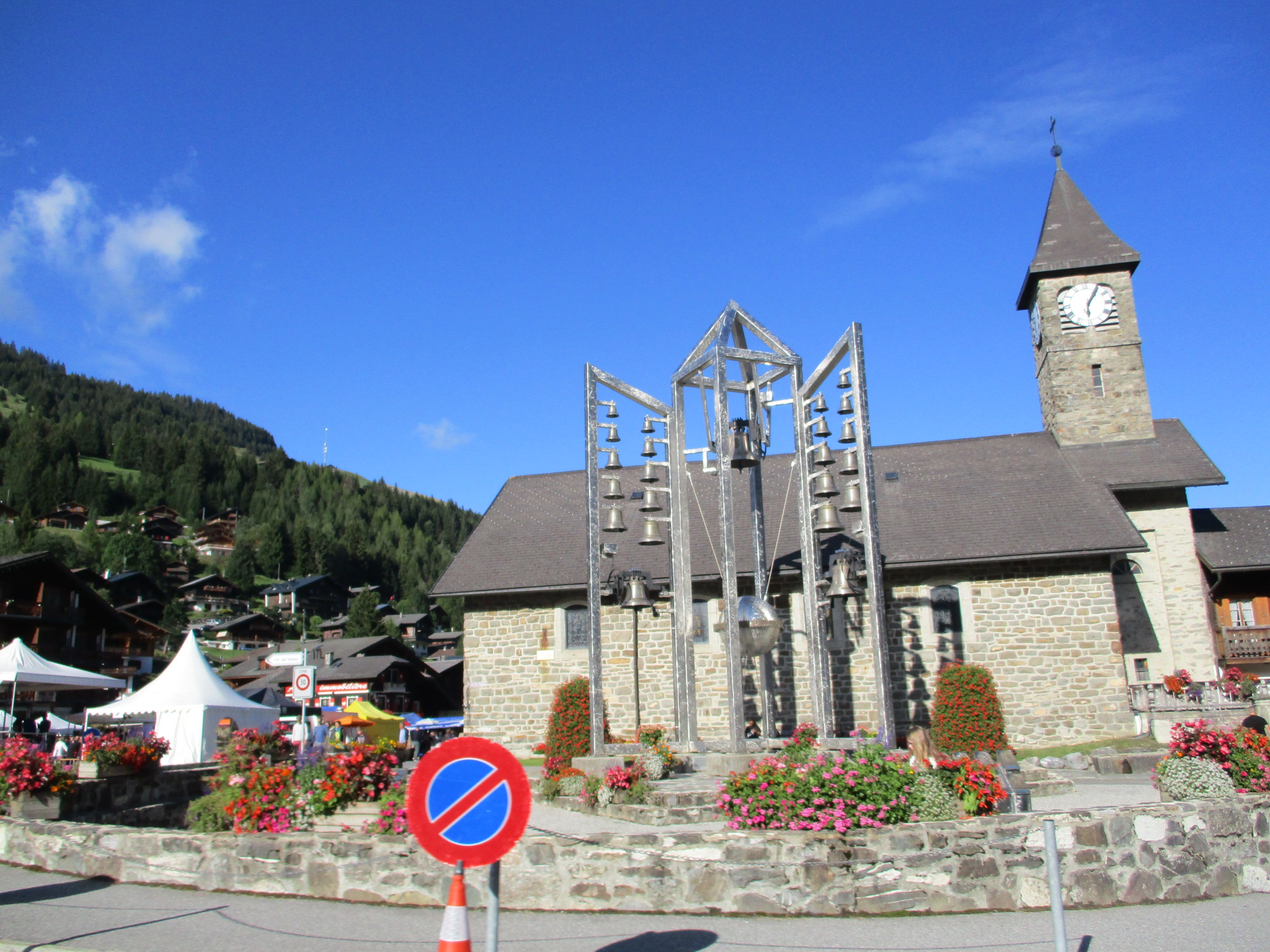
Le carillon de la Paix à Morgins (VS), en Suisse.
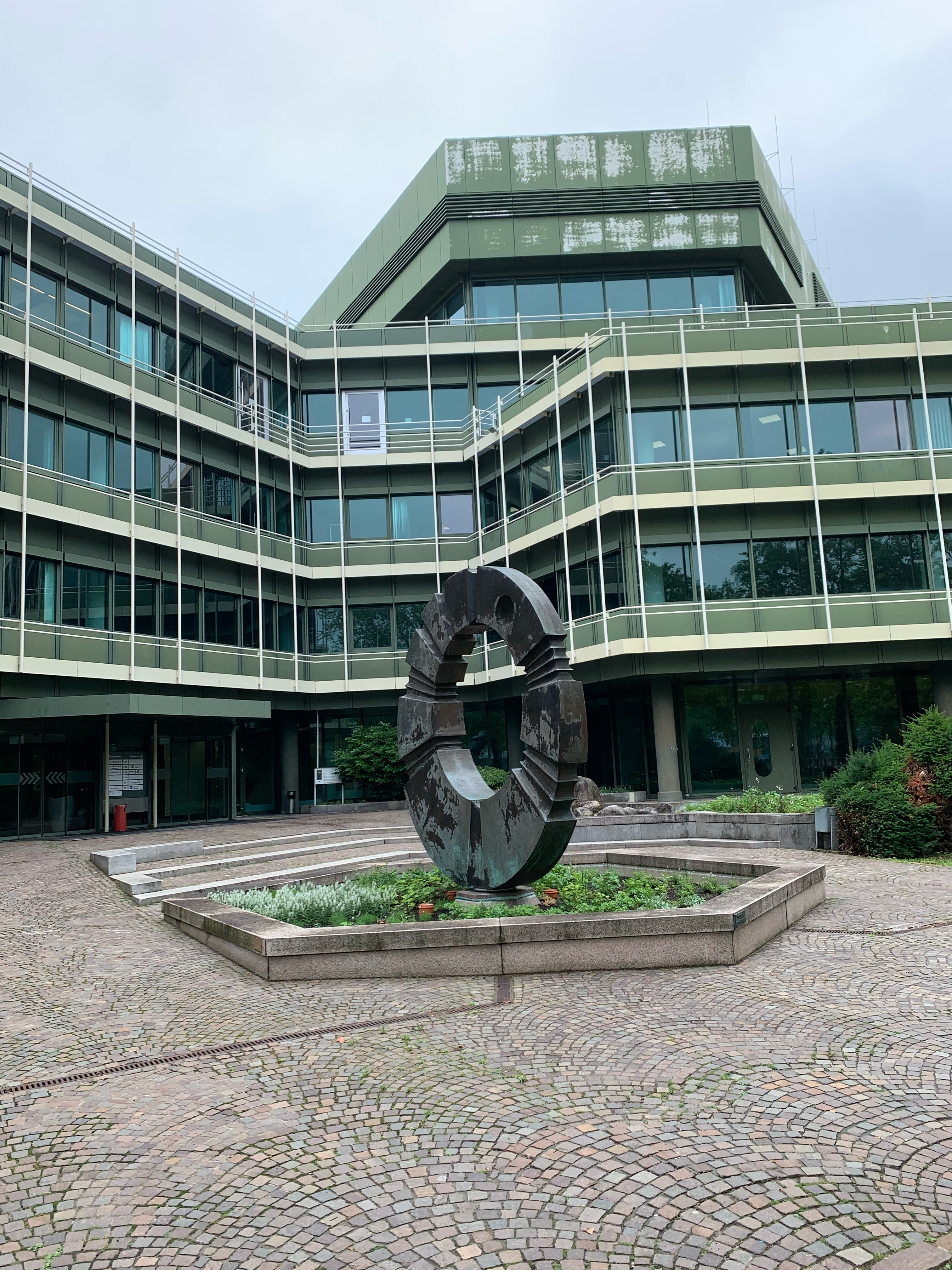
Lebensrad à Karlsruhe, en Allemagne.